# Gazeta Shqiptare
Gazeta Shqiptare (alb. „Gazeta Albańska”) – dziennik wydawany w Albanii.
Po raz pierwszy czasopismo opatrzone tym tytułem ukazało się w 1927 i było wydawane do agresji włoskiej na Albanię w kwietniu 1939. Ponownie ukazało się w dniu 12 kwietnia 1993.